# Баглери

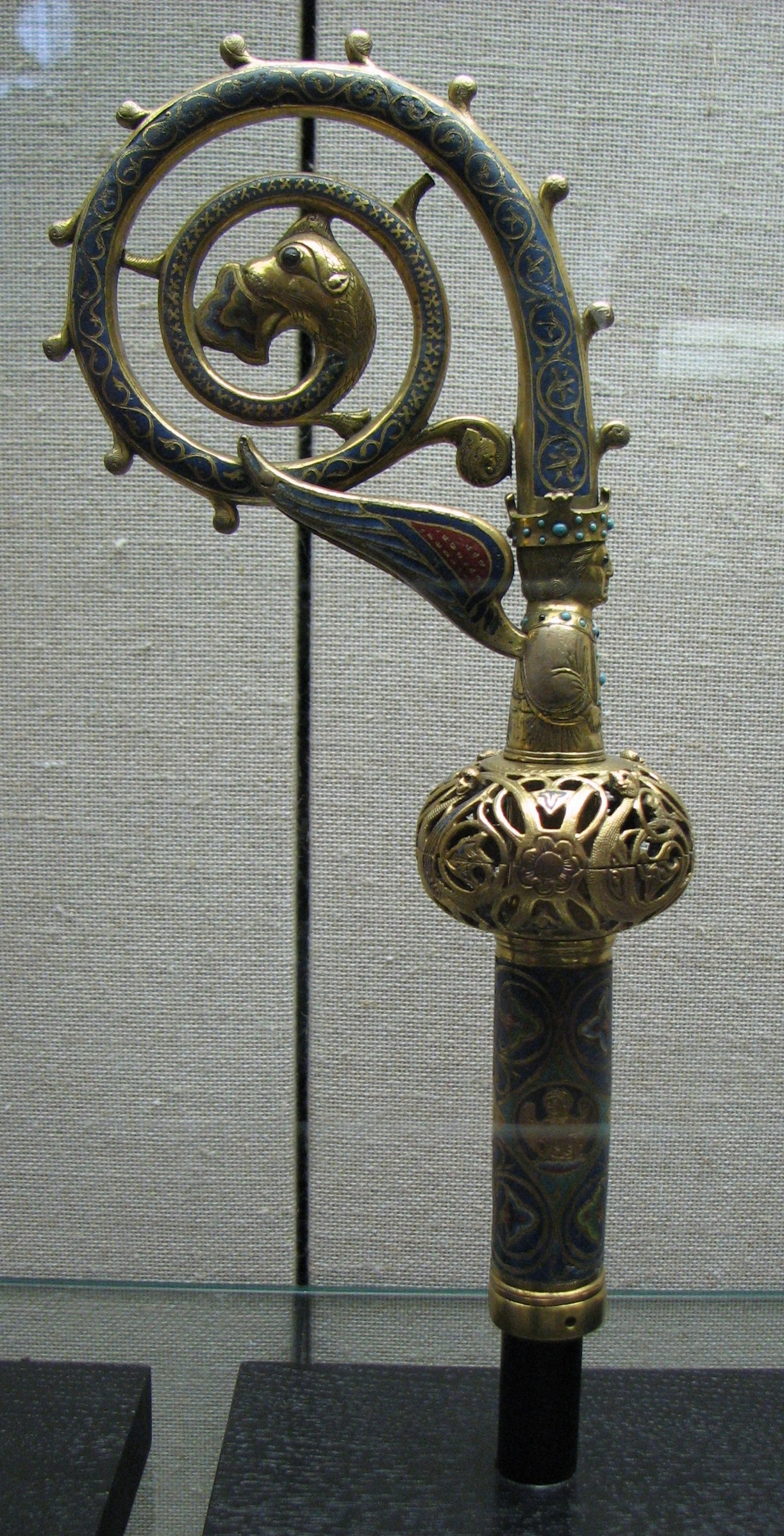
Патериця архієпископа Генріха II фон Фінтінгена

Баглери або посошники (старонорв. baglar, від bagall — єпископська патериця) — партія або фракція, одна із сторін Епохи громадянських війн в Норвегії.

## Створення
Сформувалась у 1196 році в Сконе, що була у той час частиною Данії, навколо претендента на престол Інге Магнуссона, це були прихильники повалення короля Сверріра Сігурдссона. Фракція складалася переважно з норвезької аристократії, католицького духовенства та купців.
Баглери боролись здебільшого проти біркебейнерів («берестяноногі»), які сформувались теж навколо свого претендента на престіл конунга Норвегії. Боротьба між цими двома угруповуваннями тривала і після смерті Сверріра в 1202 р. і завершилася примиренням їх лідерів.
Після 1202 р. влада баглерів зросла, проте їхній претендент Пилип Сімонссон був визнаний правителем тільки Опплану та Віку, без збереження титулу короля. Це відбулось у 1209 р., після підписання пакту між угрупуваннями. Відзначено, що баглери контролюючи цю територію проводили власну зовнішню політику.
Основним джерелом відомостей про протистояння баглерів та біркебейнерів цього часу є Сага про Баглерів, яка описує події, що відбувалися 1202—1217 рр.